# GoldenEye 007
GoldenEye 007 – gra komputerowa typu first-person shooter stworzoną przez Rare na konsolę gier wideo Nintendo 64 w 1997 roku, która bazuje na filmie z serii James Bond - GoldenEye z 1995 roku.
GoldenEye 007 zostało stworzone przez niedoświadczony zespół, osiem z dziesięciu osób pracujących nad projektem nigdy wcześniej nie zajmowało się grami komputerowymi. Początkowym zamysłem twórców było stworzenie rail shootera zbliżonego do wydanej w 1996 Virtua Cop. Główny programista Martin Hollis przyznał, że koncept posiadania wielu zadań w trakcie pojedynczej misji został zainspirowany przez Super Mario 64.
Gra otrzymała bardzo pozytywne recenzje, sprzedała się w ponad ośmiu milionach kopii. W 2010 roku wydano remake gry na konsolę Wii.